# Brick Like Me
Brick Like Me, llamado Un bloque como yo en Hispanoamérica y Una pieza como yo en España, es un capítulo perteneciente a la vigesimoquinta temporada de la serie animada Los Simpson, emitido originalmente el 4 de mayo de 2014 en EE. UU.. El episodio fue escrito por Matt Selman y Brian Kelley y dirigido por Matthew Nastuk. El episodio cuenta con una mezcla de animación tradicional y animación por computadora. En el episodio, Homer se despierta en una realidad alternativa donde todo el mundo está hecho de bloques de Lego, y él tiene que encontrar la salida antes de que se quede atascado en un mundo donde todo encaja y nadie resulta herido para siempre.

## Sinopsis
Homer se despierta en un Springfield utópico e irreal donde todo el mundo una minifigura de Lego, y todo el universo que le que le rodea está compuesto de bloques de este juguete. Al visitar la tienda de la minifigura del Tio de la tienda de cómics para recoger una caja de juguetes para el cumpleaños de Lisa, Homer tiene una visión al tocar la caja donde se ve a si mismo como un dibujo animado (en su forma habitual) dándole el regalo a Lisa y ayudándola a construirlo, lo que perturba al Lego Homer. Aunque Lego Marge le dice que todo ha sido sólo un sueño, Homer comienza a tener alucinaciones de estar hecho de carne donde quiera que va. Mientras tanto, Lego Bart destruye inadvertidamente el edificio de la escuela durante la persecución de un mofeta llevada por Milhouse para el «día de compartir». El director Skinner le ordena a Bart reconstruir la escuela, y suprime todos los intentos creativos que Bart realiza para la remodelación del edificio.
Homer sigue viéndose a sí mismo y a otros de Lego Springfield como gente común, culminando cuando sus manos se convierten en carne mientras asiste a la iglesia delante de todo el mundo.
Intentando hallar alguna respuesta de lo que está ocurriendo, Homer vuelve a la mazmorra del androide, donde vuelve a tocar de nuevo la caja de LEGOs y tiene otra visión de él construyendo un modelo Lego de Springfield con Lisa en un concurso de construcción Lego mostrándose eufórico por haber encontrado un interés común con su propia hija.
Sin embargo, Lisa decide ir a ver la nueva película de Juegos de supervivencia (una parodia de Los juegos del hambre) con niñas mayores, obligando a Homer a participar solo en el concurso. Mientras Homer desearía poder vivir en el Lego Springfield creado con Lisa, donde «todo encaja y nadie resulta herido», el tio de los cómics construye un modelo gigante del Lego Kendah Wildwill (una parodia de Katniss Everdeen de Los juegos del hambre) que cae sobre Homer, dejándolo inconsciente. 
Después de haber sido informado por el Lego Sujeto de las Historietas de que su mundo es una fantasía donde el puede vivir su deseo de pasar el tiempo con Lisa para siempre, Homer acepta la falsa realidad.
Mientras jugaba con Lego Lisa, Homer se da cuenta de que nunca va a experimentar con ella o con el resto de su familia viviendo sus vidas, y decide que debe volver a la realidad. Homer vuelve al Calabozo del Androide y se entera de que la apertura de la caja de juguetes pondrá fin a su fantasía. Sin embargo, el Lego Sujeto de las Historietas revela que a pesar de ser parte de la psicología de Homer prefiere el mundo de Lego que el mundo real. Él procede a fortificar su tienda llamando a sus conjuntos de piratas de Lego y ninjas para que Homer no llegue a la caja. Al oír los gritos de ayuda de Homer, Lego Bart construye un robot gigante de varios metros y destruye a los piratas y ninjas antes de estrellarse en la tienda. Homer encuentra la caja entre los escombros, lo abre, y cambia de nuevo a su estado normal de dibujo animado. Besa a Lego Marge y dice adiós antes de saltar en la caja.
Homer recupera la conciencia en el concurso de Lego y se reúne con Lisa, que había llegado después de sentirse mal por dejarlo. Él le comenta a Lisa su sueño y las lecciones que ha aprendido acerca de la paternidad; Lisa compara su sueño a la trama de The Lego Movie, pero Homer lo niega y lo califica como «una nueva trama», mientras las construcciones de tamaño natural de los personajes de la película Emmet y Wyldstyle son acarreados en el fondo. Homer le permite ver la película Juegos de Supervivencia a Lisa, diciéndole que él no puede detener su crecimiento. Poco después, Homer y Marge se sientan detrás de Lisa y sus amigos en Los juegos de Supervivencia, con Homer quejándose de la película, mientras que Marge lo disfruta y lo hace callar en repetidas ocasiones.

## Producción
En el mes de abril de 2014, en una entrevista de TV Guide con el productor ejecutivo Matt Selman, el habló acerca de cuánto tiempo se tardó en producir el episodio, diciendo: «Literalmente hemos realizado este trabajo en dos años–el doble de lo que se necesita para hacer cualquiera de nuestros episodios–y es demasiado tiempo para que la los escritores de comedia puedan mantener  los mismos chistes. Ha sido un proceso épico. 
En primer lugar, tuvimos que convencer al productor ejecutivo Jim Brooks y a nuestro productor ejecutivo, Al Jean, de que un episodio completo en el mundo de LEGO era una gran idea y no sólo una excusa para que nuestro personal de nerds que creció en los años 70 hiciesen bromas con Lego. No necesita ser una verdadera historia emocional del país». El staff de Los Simpson necesitaba, además, la aprobación de la compañía Lego. «Somos bastante exigentes con la forma de representar nuestra marca, y Los Simpson, que es tan famoso por su sátira, puede aportar su propio punto de vista», dijo Jill Wilfert, vicepresidente de concesión de licencias y entretenimiento del Grupo. «Nadie en el espectáculo está acostumbrado a tratar con el aporte creativo desde el exterior, así que no había duda de alguna ida y vuelta para conseguir que todo salga bien. Pero, en el fondo, la marca Lego es también sinónimo de creatividad e imaginación. Nosotros respetamos a los otros». Wilfert también habló sobre cómo el episodio es más atrevido que la mayoría de las propiedades de Lego, diciendo que era «una oportunidad para que seamos un poco más atrevidos de lo que normalmente podríamos ser. Y porque probablemente vamos a traer a los espectadores más jóvenes de Los Simpson, era una oportunidad para que sea más familiar y amable».
La idea del episodio fue concebida hace varios años, cuando la empresa de juguetes se acercó a Fox para sugerir la producción de un set de Lego de la casa de los Simpson, incluyendo minifiguras de Homer, Marge, Bart, Lisa, Maggie y Ned Flanders,  qué salió al mercado  en febrero de 2014. 
Encontrándose el set aún en producción, Wilfert propuso la idea de un chiste del sofá desarrollado con los juguetes de su compañía: "Fui a ver a los chicos de "Los Simpson" y les dije: "¿No os parecería divertido hacer una secuencia de apertura al estilo Lego?". Inmediatamente respondieron: ¡Olvídate del sofá! ¡Vamos a hacer un episodio entero!" El guionista de Los Simpson, Al Jean, también explicó que el episodio no es una parodia de  The Lego Movie, diciendo:
"Ninguno de nosotros había visto la película hasta bien avanzada la producción. Nuestra historia se creo poco tiempo después.  Matt Selman agregó: "Cualquier similitud entre ambos productos carece totalmente de intención. Ni siquiera sabíamos que estaba en marcha una película cuando empezamos a producir el episodio.
Nadie de Lego nos habló de la película hasta que ya no podíamos detener la producción. Aunque nos las arreglamos para meter un pequeño guiño en el último momento"
El guionista del episodio, Brian Kelley, comentó que la gran cantidad de imágenes generadas por CGI que componen el episodio obligaron al personal del mismo a trabajar de una manera totalmente nueva, diciendo: "Con este estilo de animación teníamos que tenerlo todo bien claro desde el principio, por lo que tuvimos que centrarnos bien en la historia y en las bromas y llevarlas hasta el final evitando meter la pata. Además, todos los personajes fueron desarrollados a partir de modelos 3D, lo que requirió grandes cantidades de tiempo y dinero." 
Kelley también explicó que la gran secuencia que tiene lugar en la iglesia dio al personal la oportunidad de incluir a todos los ciudadanos de Springfield, diciendo:
¡ Hicimos todo lo posible para que todos entrasen en esos bancos! Decíamos: ¡Más personajes!¡Más personajes!, porque éramos conscientes de que nuestro público nos odiaría si no viese a su personaje favorito como una minifigura de LEGO. No váis a ver al señor Ding Dong o al Grumple, pero me parece que hemos logrado meter a los demás.
Al Jean también habló acerca de como el entente entre "Los Simpson" y LEGO era algo mucho  más sencillo de lo que parecía aparentemente: "En cierto  modo, la unión entre Los Simpson y LEGO es realmente sencilla, y no solo porque tanto nuestros personajes como sus figuras sean amarillos. Ambos productos son similares y muy engañosos en cuanto a su simplicidad. A fin de cuentas, LEGO solo son ladrillos de plástico y el diseño que Matt Groening hizo de nuestros personajes se compone solo de ojos y unas escasas líneas, algo muy fácil de dibujar para cualquier niño.
Kelley también explicó que el personal de  Los Simpson son también grandes fans de LEGO: "Somos grandes fans de LEGO en "Los Simpson", y el personal de LEGO son grandes fans de nuestro show. Ha sido una experiencia fantástica y gratificante sacar este episodio adelante junto a ellos. Tras 550 episodios por delante, necesitábamos este aliciente. Esto nos impulsará a intentar episodios más difíciles todavía. ¡Adelante y arriba!" 
Selman también declaró que nadie entre el personal 
trató de burlarse de LEGO ni de sus productos, diciendo: "Algunos de nuestros episodios pueden ser polémicos y traspasar algún límite, pero nunca hemos pretendido ser ofensivos con nuestros amigos de LEGO. Dejad que se ocupen de eso los chicos de South Park haciendo su propio episodio al estilo LEGO y volviéndose locos. Para nosotros es, básicamente, una carta de amor. 

## Recepción

### Crítica
Jesse Schedeen de IGN le dio una "gran" calificación, un 8,2 sobre 10, diciendo: 

"Las similitudes con The Lego Movie son desafortunados, pero todavía hay un montón de diversión en este último episodio. Mientras este espectáculo ha estado en el aire, cualquier desviación de la norma es bienvenida. Hay un montón de valor de entretenimiento en ver un Springfield LEGO-zado y sus blocky habitantes. Y los temas más embriagadores y elementos de la historia, si es redundante en este punto, todavía debe conectar con cualquier persona que creció jugando con Legos. Ahora la única pregunta es lo que los productores van a cocinar para una celebración en el episodio número 600."

Dennis Perkins de The A.V. Club le dio al episodio un A-, diciendo: 

"Brick Like Me" es un milagro de episodio, un sincero e inventivo episodio de media hora exquisitamente realizado y bien escrito que refuerza lo que he estado diciendo toda la temporada- no hay ninguna razón por la cual Los Simpson no pueda ser bueno de nuevo."

Tim Surette de TV.com dijo: 

"Para cuando Bart salió en su traje retorcido y vomitó sobre unos cables de luz, "Brick Like Me " era sólo una bolsa de sorpresas de piezas al azar que se unen en un esfuerzo para formar algo grande, algo así como la obra de un niño que llegó tarde a una fiesta de Lego y no llegó a su selección de las piezas por lo que construyó lo que pudo de las probabilidades y termina. Pero visualmente, "Brick Like Me" era una maravilla , la reconstrucción de Springfield en el luminoso 3D ladrillo a ladrillo, y eso es por lo que el episodio siempre será conocido."

James Poniewozik de Time dio al episodio una revisión positiva, diciendo: 

"Brick Like Me" demuestra que Los Simpson todavía lo tiene, al menos a veces tarde, usted y los niños pueden aparecer en el DVD de la estación 3 y comparar. O armar una Casa sólo de Los Simpson Lego $ 199.99, Brik-E-Mart no incluido."

Matt Goldberg de Collider le dio al episodio una D, diciendo: 

"Para mí, la razón en LEGO vive y no en Los Simpson  porque los juguetes no requieren historias. Personas se sorprendieron The LEGO Movie era bueno porque tenía una gran historia en el centro (además de ser divertido, bien animados, etc) En comparación,  Los Simpson  al parecer se ha quedado sin líneas argumentales. El espectáculo continúa, ya que puede. Es un producto tanto como LEGO, pero Los Simpson solía tener imaginación, entusiasmo, perspicacia y rareza (la mordaza rastrillo de "Cape Feare" se pone en mí cada vez que lo veo). Eso es todo hasta ahora. Siempre tendré un lugar especial en mi corazón por Los Simpson, pero"Brick Like Me", muestra que su gloria se ha ido a pedazos."

Chris Morgan de Paste le dio al episodio un 8,6 sobre 10, diciendo: 

"Esta ha sido una temporada bastante mediocre de Los Simpson, y uno espera que 25 temporadas y 550 episodios se desgastan en usted. Este episodio Lego podría haber sido oído musical y perezoso, pero en cambio, es de lejos el mejor episodio de esta temporada, y uno de los mejores episodios de la historia reciente. Es inteligente y visualmente impresionante y, más importante, bastante gracioso. Esto solía ser un espectáculo que podía hacer reír a carcajadas con frecuencia sin recurrir a episodios de eventos especiales. Tal vez ese no es el caso para mucho más, pero todavía existe la capacidad para la televisión de primera categoría flotante en algún lugar universo Simpson."

Tony Sokol de Den of Geek le dio al episodio cuatro estrellas y media de cinco, diciendo: 

"Así pues, entré preocupado pero no, es una buena recompensa. No repleto de chistes en esta ocasión , pero no hay fallos de encendido. En un espectáculo como el tiempo que ha estado corriendo y con tantos chistes empaquetados por célula de animación, nos perdona muchas bromas fallidas. En general, la balanza siempre se inclina hacia divertida y Los Simpson, que no pierden su núcleo subversivo. "Brick Like Me" no tiene groaners. Será considerado un clásico, sí. No es mi clásico favorito, pero ya es memorable, no sea que se me olvide, y satisfactoria. Dentro de cinco años, se reconocerá al instante "el episodio de Lego." Era extrañamente emocionante. Todo encajaba y nadie resultó herido."

### Audiencia
El episodio recibió un rating de 2.0 y fue visto por un total de 4,39 millones de personas, por lo que es el segundo programa más visto en Animation Domination esa noche, superando a Bob's Burgers y American Dad! pero perdiendo con Family Guy con 4.40 millones de espectadores.